# Parresía
En la retórica clásica, la parresía era una manera de «hablar con franqueza o de excusarse por hablar así». El término está tomado del griego παρρησία (παν = todo + ρησις / ρημα = locución / discurso) que significa literalmente «decirlo todo» y, por extensión, «hablar libremente», «hablar atrevidamente» o «atrevimiento». Implica no solo la libertad de expresión sino la obligación de hablar con la verdad para el bien común, incluso frente al peligro individual. Sin embargo, para el Diccionario de la Real Academia Española, la parresia (sin tilde) es la  apariencia “de que se habla audaz y libremente al decir cosas, aparentemente ofensivas, y en realidad gratas o halagüeñas para aquel a quien se le dicen”.

## En la Antigua Grecia
La parresía tiene sus orígenes en la Antigua Grecia, siendo una forma común de comunicación en algunas de las escuelas del siglo IV a. C, fue la forma de comunicación utilizada por la escuela cínica, era parte de su estilo de vida. La parresía también fue el modo de expresión de los epicúreos.

## Uso en el Antiguo Testamento
Michel Foucault (1983) resume el concepto de parresía del Antiguo Testamento de la siguiente manera:

De manera más precisa, la parresia es una actividad verbal en la cual un hablante expresa su relación personal a la verdad, y corre peligro porque reconoce que decir la verdad es un deber para mejorar o ayudar a otras personas (tanto como a sí mismo). En parresia, el hablante usa su libertad y elige la franqueza en vez de la persuasión, la verdad en vez de la falsedad o el silencio, el riesgo de muerte en vez de la vida y la seguridad, la crítica en vez de la adulación y el deber moral en vez del auto-interés y la apatía moral.

## Uso en el Nuevo Testamento
Un uso relacionado de parresia se encuentra en el Nuevo Testamento griego, en el cual significa "discurso atrevido", la habilidad de los creyentes de mantener su propio discurso delante de las autoridades políticas y religiosas. 

## Significados contemporáneos
Michel Foucault desarrolló el concepto de parresía (frecuentemente traducido al español como parrhesia) como manera de discurso en el cual uno habla abierta y sinceramente acerca de sí mismo o las propias opiniones sin recurrir a la retórica, la manipulación o la generalización. Pero según Foucault, el que practica la parresía (parrhesiastes) «no es sólo sincero... sino que dice también la verdad». La noción de parresía en sentido foucaultiano está afectada por nuestro modelo cartesiano de experiencia de lo evidente (evidencial experience). A grandes rasgos, para René Descartes la verdad es lo (racionalmente) innegable. En el contexto de una investigación filosófica, lo que puede ser puesto en duda debe ser puesto en duda y, entonces, el discurso que no es examinado o criticado no necesariamente tiene una relación válida con la verdad. Según dice Foucault (1983 §I), en cambio, el «parrhesiastes dice la verdad porque él sabe que se trata de la verdad, y sabe que es verdad porque realmente es verdad».
Existen varias condiciones que fundaban la noción tradicional de parresia del griego antiguo. Quien recurre a la parresía sostiene una relación creíble hacia la verdad, su posesión de la verdad está garantizada por ciertas cualidades morales; así mismo, es un crítico de sí mismo, o de la opinión popular o de la cultura; revelar la verdad lo coloca en una posición de peligro pero insiste en hablar de la verdad, pues considera que es su obligación moral, social y/o política. Más aún, quien practica la parresía debe estar en una posición social más débil que aquellos a quienes se las revela. Por ejemplo, un pupilo «cantándole las verdades» a su maestro sería un ejemplo preciso de parresía, mientras que un maestro que le dice la verdad a su pupila o pupilo, no. 
Extrañamente, para Foucault, Sócrates es un caso modélico de parrhesiastes. Esto no parece coherente con su afirmación de que entre los griegos, «el parrhesiastes no parece abrigar ninguna duda acerca de su propia posesión de la verdad». En efecto, esto último no se condice con la confesión socrática de su propia ignorancia (Apología), con la petición de que se le refute en caso de merecerlo (Gorgias), o con la severa crítica a la que el personaje platónico Sócrates expone, sin poderla rebatir, ideas que antes había sostenido (como ocurre con la teoría de las Formas, en el Parménides); tampoco, con la disposición de Sócrates a revisar, hasta el último momento de su vida, las conclusiones antes establecidas (Critón). Una explicación de esta supuesta contradicción en Foucault es que la parresía le permitía al maestro, al filósofo o al médico relacionarse con el discípulo o con el paciente de manera que éste se modificase por sí mismo y se convirtiese en un sujeto de verdad. Así, ni el discípulo era controlado por su maestro, ni se veía imponer la verdad; recibía, en cambio, la verdad subjetivada de este, como estímulo para alcanzar el conocimiento por sus propios medios.

## Comedia en vivo
La parresía es la forma más común de expresión en las comedias en vivo, donde se suele hablar y burlarse de tanto de políticos corruptos (incluso presidentes) como de personalidades famosas sin importar su estatus, posición o autoridad.